# Жилина, Розетта Андреевна
Розе́тта Андре́евна Жи́лина (8 июня 1933, Ленинград — 11 декабря 2003, Снежинск, Челябинская область) — советский и российский математик-программист, лауреат Государственной премии СССР (1988).

## Биография
С отличием окончила математико-механический факультет ЛГУ (1956), однокурсниками были В. А. Сучков, В. Ф. Куропатенко, А. М. Вершик. Получила распределение в НИИ-1011 (ныне РФЯЦ — ВНИИТФ им. акад. Е. И. Забабахина) в математический сектор.
Начальник группы (1966), начальник лаборатории в НИО-3 (1969), главный специалист НИО-3 (1996), главный специалист НТО-2 (1999).
Разработала алгоритмы и программы по решению задач в области физики, механики и нестационарной теплопроводности сложных конструкций ядерных боеприпасов. Под её руководством созданы компьютерные программы для решения задач в области оптимального проектирования ядерных боеприпасов, в том числе баллистического проектирования.
Лауреат Государственной премии СССР (1988). Награждена медалью «За трудовую доблесть» (1962), орденом Трудового Красного Знамени (1975).
Муж — учёный в области механики Виктор Андреевич Сучков, лауреат Ленинской премии (1984).
Родная сестра - Жилина Зорина Андреевна (13.05.1929 - 08.12.2021г.г.)

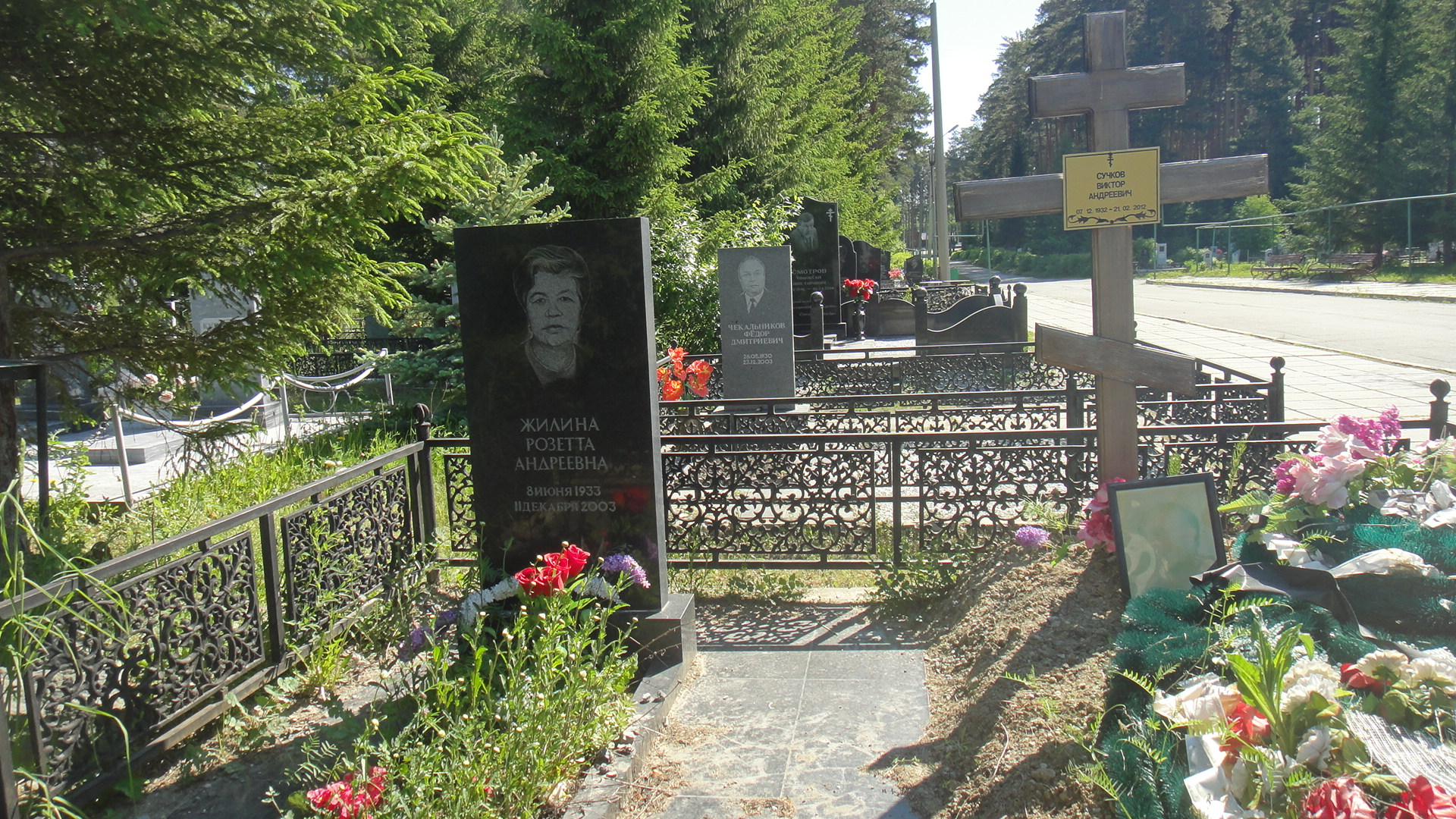
Могилы супругов Р. Жилиной и В. Сучкова

Похоронена на городском кладбище Снежинска.